# Scottish National Portrait Gallery

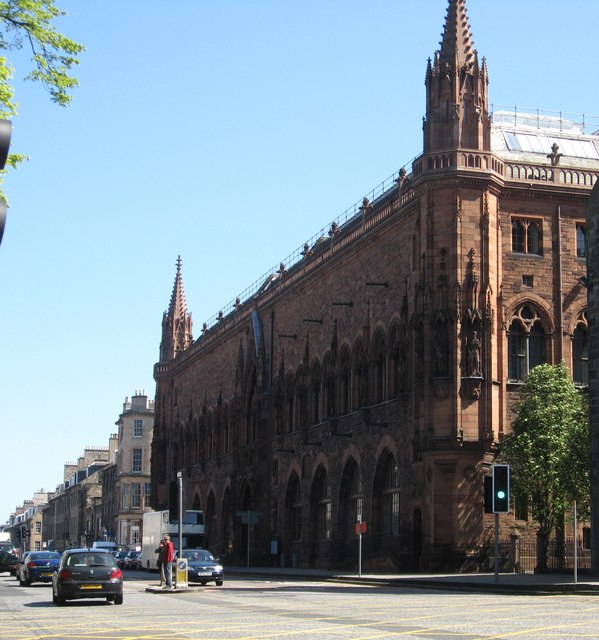
Scottish National Portrait Gallery

Scottish National Portrait Gallery är ett konstmuseum på Queen Street i Edinburgh i Skottland. Där finns den nationella samlingen av porträtt av berömda och betydelsefulla skottar, bland andra Sean Connery, Alex Ferguson, David Hume, Walter Scott, Adam Smith och Tilda Swinton.